# Sde Nechemja
Sde Nechemja (hebrejsky שְׂדֵה נְחֶמְיָה, doslova „Nechemjovo pole“, anglicky Sde Nehemia, v oficiálním seznamu sídel Sede Nehemya) je vesnice typu kibuc v Izraeli, v Severním distriktu, v Oblastní radě ha-Galil ha-Eljon (Horní Galilea).

## Geografie
Leží v nadmořské výšce 77 metrů v Chulském údolí v Horní Galileji, nedaleko horního toku řeky Jordán a cca 32 kilometrů severně od břehů Galilejského jezera. Severně od obce se slévají jednotlivé prameny Jordánu (Hasbani neboli Snir a Banias neboli Nachal Chermon) a vytvářejí jeden vodní tok.
Vesnice se nachází cca 45 kilometrů severoseverovýchodně od Tiberiasu, cca 147 kilometrů severovýchodně od centra Tel Avivu a cca 72 kilometrů severovýchodně od centra Haify. Je situována v zemědělsky intenzivně využívaném pásu. Sde Nechemja obývají Židé, přičemž osídlení v tomto regionu je zcela židovské. Výjimkou je skupina drúzských měst na Golanských výšinách cca 10 kilometrů východním směrem. Společně s vesnicemi Amir a Kfar Blum vytváří Sde Nechemija téměř souvislou aglomeraci zemědělských kibuců.
Sde Nechemja je na dopravní síť napojena pomocí lokální silnice číslo 9779, která se na západě, ve městě Kirjat Šmona, napojuje na severojižní tah dálnice číslo 90. Most, kterým překonává tato lokální silnice řeku Jordán, se jmenuje Most Josef, na počest dvou padlých mužů ze sousedního kibucu Amir.

## Dějiny

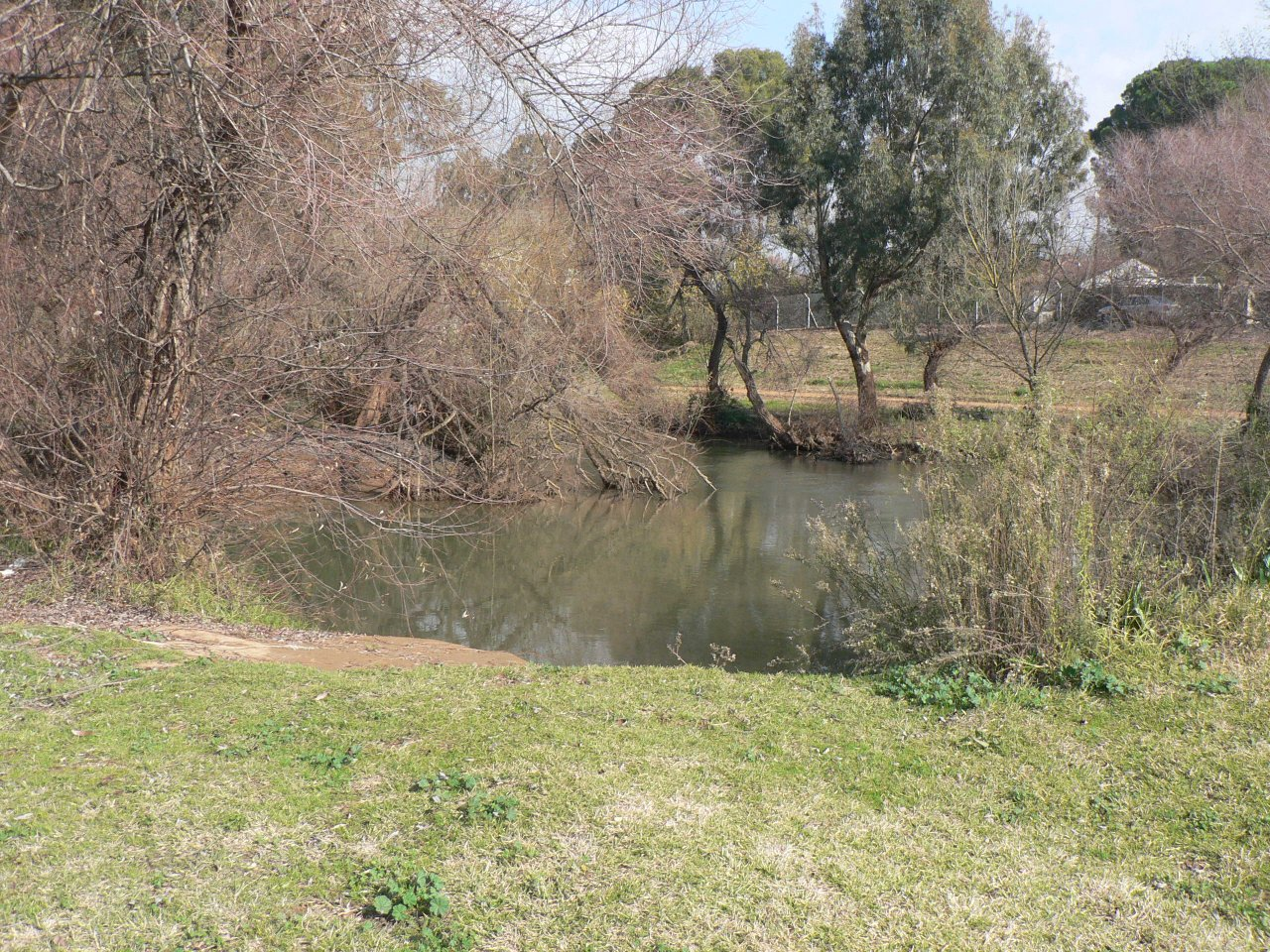
Soutok dvou pramenů Jordánu poblíž kibucu Sde Nechemja

Sde Nechemja byla založena v roce 1940. Jejími zakladateli byla skupina židovských přistěhovalců z Evropy a USA. Byla pojmenována na počet Nechemji de Liemeho (נחמיה דה לימה) - předáka Židovského národního fondu z Nizozemska. Původní jméno osady ale znělo Chuljot (חוליות) - nynější pojmenování bylo přijato až po vzniku státu Izrael.
Už od počátku trpěli zakladatelé kibucu malárií. Posléze došlo k rozšíření osazenstva příchodem dvou dalších skupin, patřících k hnutí Gordonia z Rakouska a k hnutí Makabi ha-Ca'ir z (bývalého) Československa.
Obec vznikla na pozemcích vykoupených od sousední arabské vesnice al-Dawwara, která stávala až do roku 1948 cca 1,5 kilometru jihovýchodně od nynějšího kibucu. Dawwara měla roku 1931 552 obyvatel. V roce 1948 zde žilo 812 lidí. Tato arabská vesnice byla v květnu 1948, v počáteční fázi války za nezávislost dobyta jednotkami Palmach v rámci Operace Jiftach a její obyvatelé uprchli. Zástavba v al-Dawwara pak byla zcela zbořena.
Roku 1949 měl kibuc Sde Nechemja už 185 obyvatel a rozkládal se na ploše 1320 dunamů (1,32 kilometrů čtverečních). V prosinci 1954 byla Sde Nechemja poškozena při velkých záplavách, které nastaly na řece Jordán.
Ekonomika kibucu je založena na zemědělství a průmyslu (továrna na zpracování plastů). Kibuc prošel počátkem 21. století privatizací a jeho členové jsou odměňováni individuálně, podle vykonané práce.
V Sde Nechemja fungují zařízení předškolní péče. Základní školství je k dispozici v sousedním kibucu Kfar Blum. Je zde veřejná knihovna, zubní ordinace, poštovní úřad, plavecký bazén a další sportovní areály a společná jídelna.

## Demografie

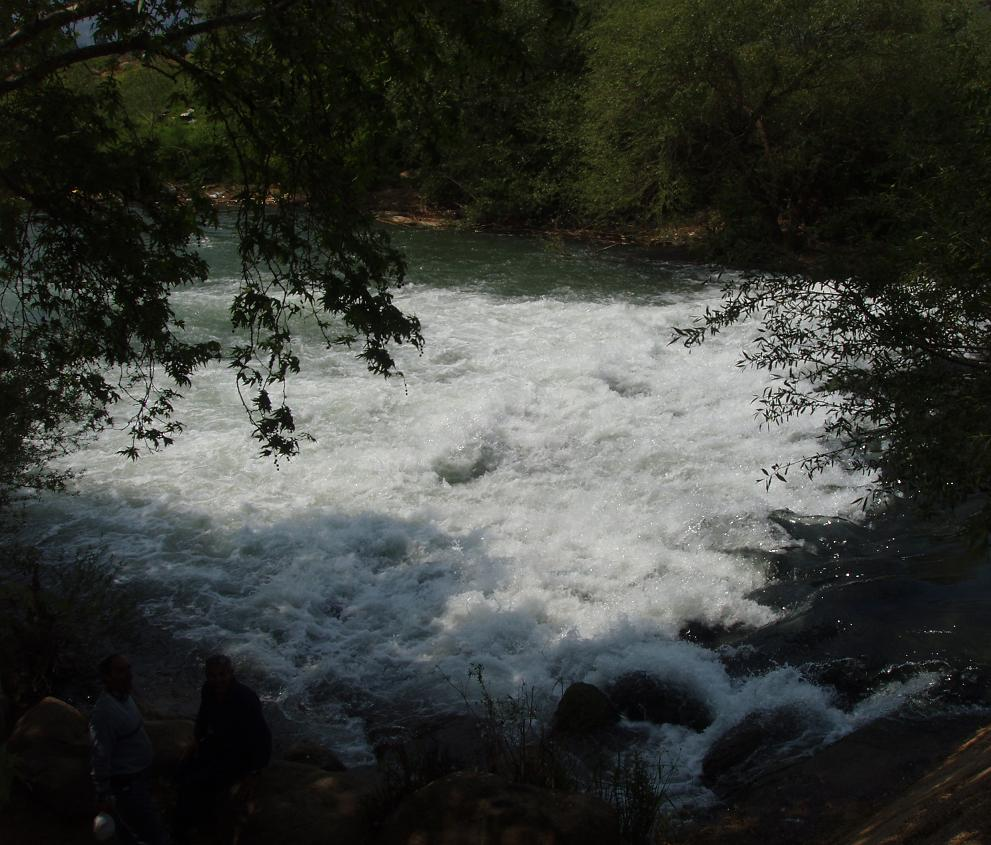
Tok Jordánu poblíž kibucu Sde Nechemja

Obyvatelstvo Sde Nechemja je většinově sekulární. Podle údajů z roku 2014 tvořili naprostou většinu obyvatel Sde Nechemja Židé - cca 1000 osob (včetně statistické kategorie "ostatní", která zahrnuje nearabské obyvatele židovského původu ale bez formální příslušnosti k židovskému náboženství, cca 1100 osob).
Jde o menší sídlo vesnického typu s dlouhodobě výrazně rostoucí populací. K 31. prosinci 2014 zde žilo 1050 lidí. Během roku 2014 stoupla populace o 7,5 %.
| Rok            | 1948 | 1949 | 1961 | 1972 | 1983 | 1995 | 2001 | 2003 | 2004 | 2005 | 2006 | 2007 | 2008 | 2009 | 2010 | 2011 | 2012 | 2013 | 2014 |
| -------------- | ---- | ---- | ---- | ---- | ---- | ---- | ---- | ---- | ---- | ---- | ---- | ---- | ---- | ---- | ---- | ---- | ---- | ---- | ---- |
| Počet obyvatel | 236  | 185  | 308  | 334  | 359  | 391  | 401  | 379  | 392  | 393  | 429  | 519  | 562  | 795  | 822  | 886  | 882  | 977  | 1050 |